# Campeoni del Domani 2024
El Campioni del Domani 2024 fue la 51° edición de la principal competición juvenil del básquetbol chileno. El campeonato contó con la participación de 18 equipos que participan con sus escuadras sub-19. 17 clubes fueron nacionales y 1 club de Uruguay. El campeonato se desarrolló de forma tradicional en el Gimnasio de Stadio Italiano de la comuna Las Condes.
Español de Osorno se corona campeón por segundo año consecutivo derrotando al CD Huachipato 90-69.